# Phare d'Ainaži
Le phare d'Ainaži (en letton : Ainažu bāka) est un phare actif qui est situé à Ainaži dans la région de Vidzeme en Lettonie. Il est géré par les autorités portuaires de Riga.

## Histoire
Ce phare a été mis en service en 1920, au nord du golfe de Riga proche de la frontière estonienne. La lumière était à l'origine le feu arrière de deux feux d'alignements servant à guider les navires vers le port d'Ainaži. Pendant la Seconde Guerre mondiale, le port a été bombardé par des bombardiers allemands. Cela fit perdre au village son usine de transformation et son importance pour la pêche, rendant ainsi le phare insignifiant. Le village et le port ont été reconstruits sous contrôle soviétique rendant de nouveau de l'importance au phare. Le phare a été rénové dans les années 1990. Actuellement, le phare est ouvert au public et il est un point de repère important pour les villages voisins. Il se trouve à environ 125 km au nord de la capitale Riga.

## Description
Le phare est une tour octogonale en maçonnerie blanchie de 18 mètres, avec galerie et lanterne. Il porte une rayure rouge verticale et le dôme de la lanterne est rouge. Son feu isophase émet à une hauteur focale de 22 mètres, un éclat blanc de 2 secondes toutes les 4 secondes. Sa portée nominale est de 12 milles nautiques (environ 22 km).
Identifiant : ARLHS : LAT-001 - Amirauté : C-3590 - NGA : 12448 - Numéro Lettonie : UZ-001 .

## Caractéristique duFeu maritime
Fréquence : 4 secondes (W)
- Lumière : 2 secondes
- Obscurité : 2 secondes

|               |
| Golfe de Riga |

|                |
| Phare d'Ainaži |

### Lien connexe
- Liste des phares de Lettonie